# 下善财
下善财，位于山西省忻州市五台山风景名胜区台怀镇杨林村营坊自然村东约400米的山坡上，黛螺顶脚下清水河畔。该寺规模宏大，已列为五台县文物保护单位。

## 历史
下善财洞分上下两院，分别创建于清乾隆年间和嘉庆年间，当时正处黄教兴盛时期，满清皇室多次朝山拜佛，驻扎于清水河畔。抗战时期，五台山札萨克喇嘛罗桑巴桑驻此，晋察冀军区司令员聂荣臻曾前来拜会。文革时，高僧能海法师驻此，遭受批斗去世。

## 建筑
下善财坐东朝西，规模较大，占地5645平方米。前后三进殿宇，沿中轴线自西向东依次是山门、戏台门、大雄宝殿和弥勒殿。
山门琉璃铺顶，斗拱飞檐。“善财洞”三字为赵朴初所书。戏台门为清代遗物，二层，供奉弥勒佛。
大雄宝殿面阔三间15.8米，进深8.1米，单檐歇山顶，前置抱厦，殿内供释迦牟尼佛、文殊、普贤菩萨，侧为十八罗汉，背面塑观音，善财、龙女胁侍两旁。
后院弥勒殿面阔五间19米，进深10.6米，单檐硬山顶，四出廊，主供弥勒佛，高2米，左右供观音、文殊、绿度母、宗喀巴等。
现任住持扩建寺庙，在寺后山坡上新建11座舍利佛塔，一字排开，红黄琉璃装饰，金碧辉煌，巍然壮观，为善财洞的标志性建筑。

## 保护
1988年7月，下善财公布为五台县文物保护单位。